# 斯洛比德卡 (奧斯特羅赫區)
50°18′16″N 26°30′1″E / 50.30444°N 26.50028°E
斯洛比德卡（烏克蘭語：Слобідка），是烏克蘭西北部的村莊，隸屬里夫內州的里夫內區。該村面積0.93平方公里，海拔高度196米，2001年人口454，人口密度每平方公里490.8人。